# Histoire des Juifs de Gibraltar

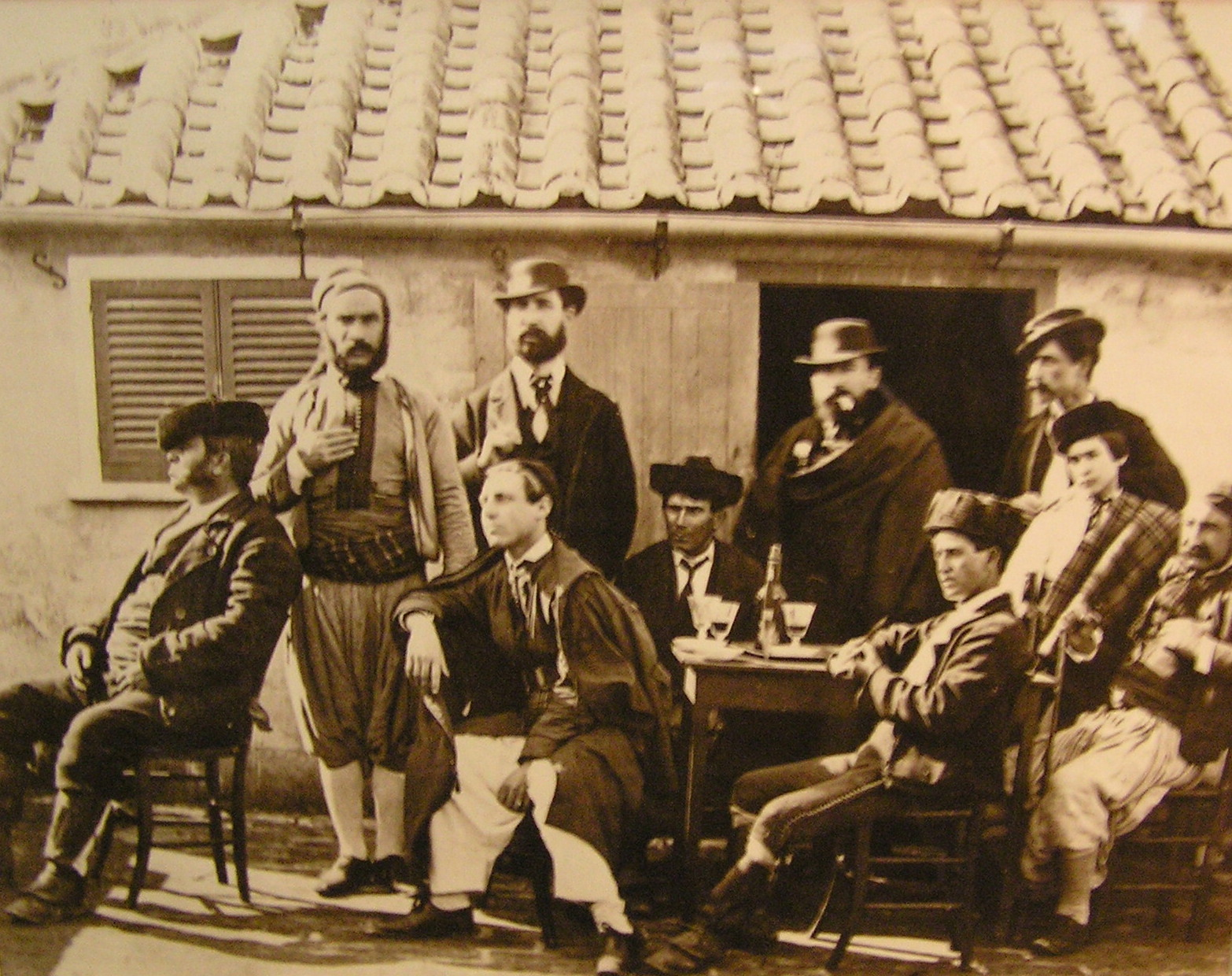
Différents représentants dont des Juifs de Gibraltar, 1863

Une présence juive est attestée à Gibraltar depuis le milieu du XIVe siècle. Les Juifs ont été expulsés en 1492 comme du reste de la péninsule Ibérique, jusqu'au XVIIIe siècle quand les Britanniques les autorisent officiellement à revenir à Gibraltar. La communauté juive de Gibraltar a prospéré comme l'une des plus importantes minorités religieuses dans la ville, en contribuant à la culture, à la défense, et au Gouvernement de Gibraltar.

## Histoire

### Avant 1492
Les premières traces de la présence des Juifs à Gibraltar datent de 1356, lorsque la communauté demande de l'aide pour payer la rançon d'un groupe de Juifs prisonniers de pirates. Un autre document indique que certains Juifs fuyant Cordoue ont cherché refuge à Gibraltar en 1473.
En 1492, les Juifs sont expulsés de la péninsule Ibérique par le décret de l'Alhambra. Ils doivent choisir entre l'expulsion et la conversion forcée, certains maintiennent secrètement des coutumes et pratiques juives (crypto-judaïsme).

### Loi britannique

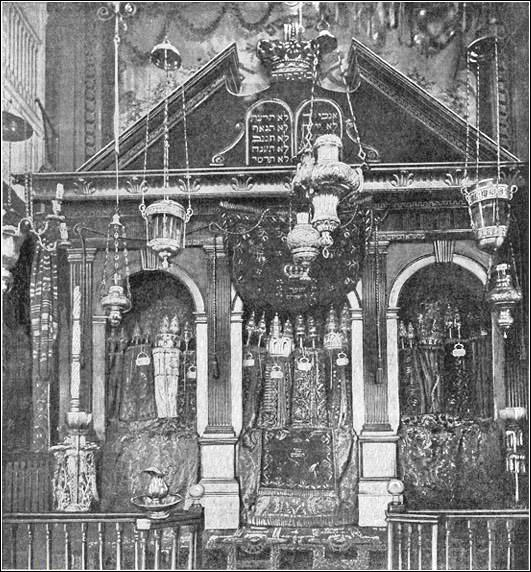
Aron Kodesh d'une synagogue de Gibraltar, montrant un grand nombre de Sefer Torah

Après la signature du traité d'Utrecht en 1713, Gibraltar passe sous contrôle du Royaume de Grande-Bretagne et devient un territoire britannique. Dans le traité, l'Espagne a ajouté la clause n°10 interdisant la ville aux Juifs et aux Maures :

« Sa Majesté britannique, sur instance du Roi Catholique, consent et convient qu'il n'est permis pour aucun motif que des Juifs ou des Maures habitent ou aient un domicile dans ladite ville de Gibraltar ni qu'on laisse entrer ou qu'on accueille les navires de guerre maures dans le port de ladite Ville, la communication entre l'Espagne et Ceuta pouvant en être coupée ou les côtes espagnoles être infestées de corsaires maures. Et des traités d'amitié, de liberté et de fréquence commerciale existant entre les Anglais et quelques régions de la côte d'Afrique, il faut toujours comprendre qu'on ne peut pas refuser l'entrée dans le port de Gibraltar aux Maures et à leurs navires qui viennent seulement commercer. »

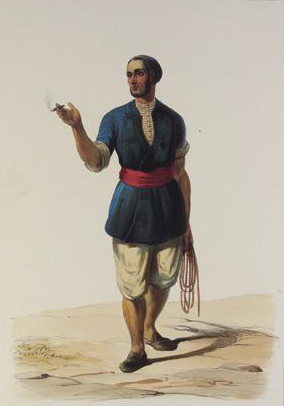
Portefaix juif à Gibraltar, avant 1872

Cependant, les Britanniques ne respectent pas ledit accord ; des Juifs s'installent dans la ville. Cette tolérance britannique fut considérée comme un manquement au traité d'Utrecht. Les Espagnols utilisèrent cet argument pour remettre en cause le traité et assiéger la ville en 1727, mais sans succès. Les autres arguments avancés concernaient l'admission des « Maures », l'extension des fortifications et la fraude à partir de Gibraltar. 
En 1729, un accord a été conclu entre les Britanniques et le sultan du Maroc, en vertu duquel les sujets juifs du sultan ont l'autorisation de résider à Gibraltar afin d'approvisionner la garnison britannique. Les Juifs ont eu le droit d'établissement permanent en 1749, lorsque Isaac Nieto, le premier rabbin de la nouvelle communauté, vient de Londres et fonde la Congrégation Sha'ar HaShamayim, la plus ancienne synagogue de Gibraltar, aujourd'hui connue sous le nom de la Grande synagogue de Gibraltar.
À cette époque, il y avait 600 Juifs à Gibraltar, soit près du tiers de la population civile. Trois autres synagogues, qui fonctionnent encore pour le Shabbat et les jours de fête, ont été construites au fil des ans : Nefutsot Yehuda et Ets Hayim en 1781 et la Synagogue Abudarham en 1820.
La population juive a continué de croitre, atteignant son apogée au milieu du XIXe siècle. En 1859, l'Espagne déclare la guerre au Maroc. Aussitôt, beaucoup de Juifs de Tétouan et d'autres ports marocains se réfugient à Gibraltar, où ils apprennent le saccage de la « judéria » (quartier juif) de Tétouan peu avant que les Espagnols s'emparent de la ville.

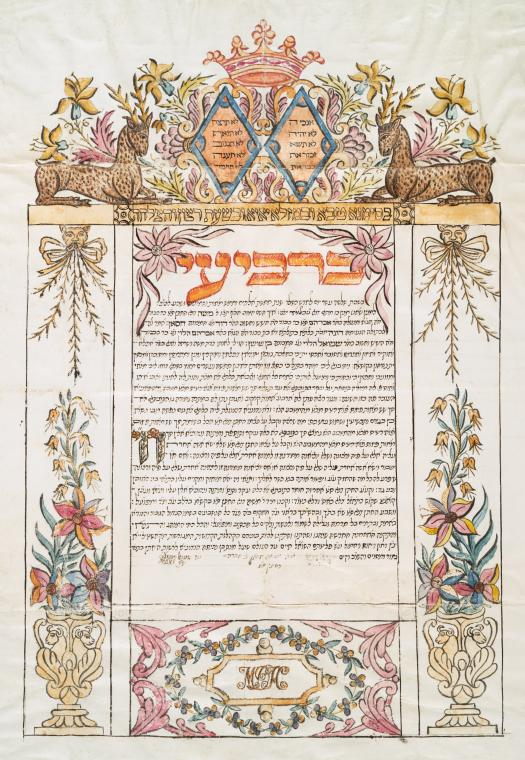
Ketoubah de Gibraltar unissant Mosheh ben Avraham ben David Hasan (Mosheh ben Avraham Hassan) et Donah bat Avraham ha-Levi ben Shemuel ha-Levi Ben Susan (Dona Bensusan), le 13 décembre 1826 (13 Kislev 5587)

Le gouvernement de Gibraltar, avec l'accord des autorités françaises, organise l'immigration de ces Juifs vers Oran ; souvent aidés par des compatriotes déjà établis dans la ville, les Tétouanais s'installent à Oran et dans toute la région : Sidi-bel-Abbès, Mascara, Mostaganem…
Il convient de noter que certaines coutumes anciennes ont été conservées par les Juifs de Gibraltar. Par exemple, en 1777, Issac Aboab, un Gibraltarien juif né à Tétouan, est enregistré comme ayant deux épouses, Hannah Aboab et Simah Aboab. La bigamie était alors illégale dans le Royaume de Grande-Bretagne, mais, à l'époque, la loi ne semble pas avoir été pleinement appliquée à Gibraltar. Même si les Juifs avaient alors abandonné la polygamie, ceci montre qu'il y avait des exceptions, en particulier chez certains séfarades et groupes de Juifs mizrahim.

### DuXXesiècleà nos jours
La plupart des Juifs de Gibraltar sont évacués vers le Royaume-Uni, au cours de la Seconde Guerre mondiale, lorsque Gibraltar est utilisée comme base d'opérations des forces alliées. Après la guerre, certains choisissent de rester au Royaume-Uni, mais la plupart retournent à Gibraltar, malgré un ralentissement dans certaines de leurs pratiques religieuses. Cette tendance a été inversée, au moins en bonne partie, par les efforts du rabbin Josef Pacifici qui, outre le rabbinat, a assuré le développement de l'éducation juive à Gibraltar.
Plusieurs Gibraltariens juifs ont servi dans des postes importants dans le gouvernement, en particulier au XXe siècle, dont Sir Joshua Hassan qui a assumé deux mandats de Premier Ministre de Gibraltar. Le maire de Gibraltar, Salomon Levy, a commencé ses fonctions le 1er août 2008.
On dénombre cinq établissements cascher, une école primaire juive et deux écoles secondaires. En 2004, lors de la célébration du tricentenaire de la reprise britannique, pour la première fois, la congrégation de la Grande Synagogue (Shaar Hashamayim) a chanté officiellement l'hymne « God Save the Queen » en hébreu,.

## Données démographiques

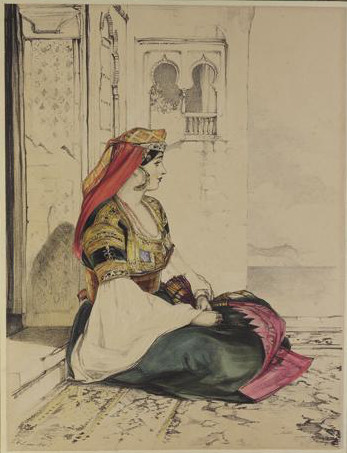
Jeune femme juive de Gibraltar en vêtements de fête, J. F. Lewis, 1835

En 1753, lors du premier recensement, la population juive de Gibraltar est d'environ 575 sur les 1 816 citoyens de plusieurs nationalités. L'armée britanniques achetait la plupart des vivres dont elle avait besoin, particulièrement les produits frais, au Maroc. Les relations commerciales entre les négociants d'Afrique du Nord et l'armée britannique ont encouragé les Juifs marocains, surtout ceux provenant de Tanger et de Tétouan, à s'établir à Gibraltar. Les Britanniques le souhaitaient, car ils désiraient augmenter la population de Gibraltar.
Le recensement de 1759 fait état de tous les résidents qui sont arrivés à Gibraltar depuis et avant 1704. Vingt-deux familles juives ont été enregistrées. Parmi elles, on compte les familles Abudarham, Azayol, Acris, Abecasis, Anahori, Alaisar, Benzaquen (1741), Benatar, Bubdy (1739), Benamara, Conquy, Carvalho(1727), Ferrares, Gabizon, Levy, Levy-Benzaquen (1726), Messias, Migueres, Monson(1731), Serfaty (1735), Sananes, Toledano, Tobelem (1730), Uziel. Certaines se sont établies à Gibraltar dès 1726.
Un autre recensement a eu lieu en 1767, dans lequel on a inscrit 783 Juifs parmi les 2 710 résidents. Le recensement de 1777 a dénombré 3 210 habitants. De ce nombre, 863 étaient Juifs, dont 267 nés à Gibraltar. En 1791, Gibraltar comptait 2 890 résidents, dont 680 Juifs.
Les chiffres exacts ne sont pas disponibles pour la presque totalité du XIXe siècle, mais il est établi qu'en 1805 la communauté juive représente près de la moitié de la population civile de la ville. Des fléaux comme les épidémies de peste ont frappé la ville en 1804 et 1814 au cours desquels 7 070 civils sont morts. Gibraltar avait alors 1 657 maisons dans 5 quartiers avec une population totale de 10 136 divisée par affiliation ethnique. Les Juifs vivaient dans les quartiers suivants : Town Ranger et Kings Bastion, ayant d’un côté les Britanniques et les Néerlandais et de l’autre côté, les Italiens, les Portugais et les Espagnols.
En 1830, sur 17 000 personnes civiles, 1300 étaient des « natifs » juifs et 600 des immigrants juifs récents. En 1878, la population atteint 1533 Juifs.
On a enregistré, dans le recensement de 1844, 15 823 résidents à Gibraltar parmi lesquels il y avait 12 271 catholiques, principalement des Espagnols et des Italiens, 1690 juifs, 1402 protestants, 10 musulmans et 450 personnes provenant d'autres religions.
En 2001, il y avait 584 Juifs (environ 2 % de la population totale), dont 464 étaient originaires de Gibraltar, 63 provenaient d'un autre territoire britannique, 4 étaient des Marocains et 18 des Espagnols. Cinq Juifs proviennent d'autres pays de l'Union européenne, et 39 sont d'une autre origine. Un grand nombre de Juifs de Gibraltar sont séfarades.
Les langues parlées au sein de la communauté juive de Gibraltar comprennent l'anglais, l'espagnol, le ladino, une langue parlée par la majeure partie de la population séfarade, et l'arabe, langue parlée à l'origine par une partie de la population marocaine.

## Antisémitisme à Gibraltar
À l'exception de la période de la domination espagnole, les Juifs de Gibraltar ont peu été confrontés à l'antisémitisme. Au cours de la célébration du tricentenaire de Gibraltar, Jonathan Sacks, le grand rabbin du Royaume-Uni et du Commonwealth, a déclaré : « Dans les moments sombres de l'expulsion et de l'Inquisition, Gibraltar a allumé le flambeau de la tolérance » et Gibraltar « est probablement la communauté où les Juifs ont été les mieux intégrés ».

## Contributions juives à la culture de Gibraltar

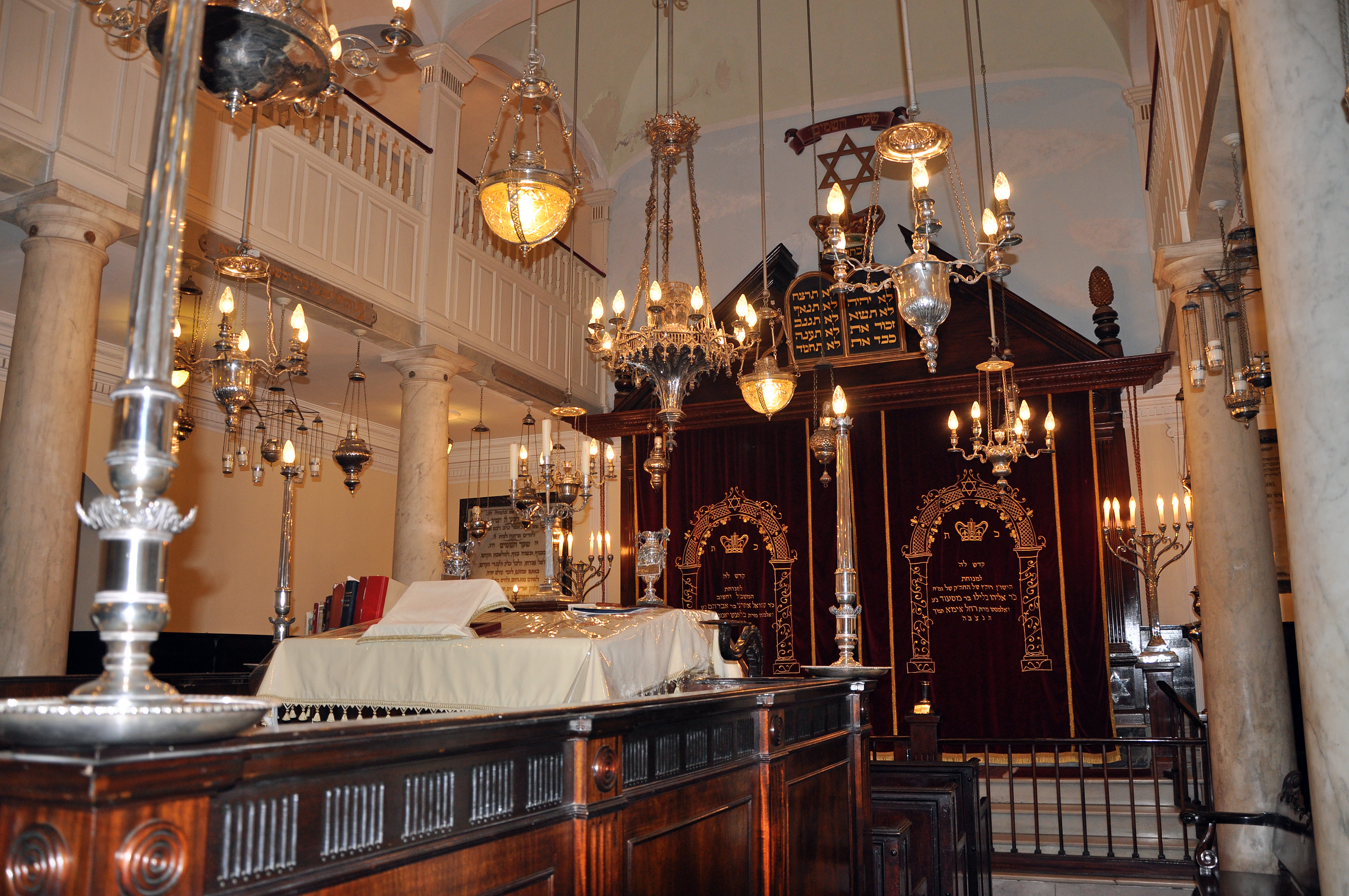
Intérieur de la Grande synagogue Sha'ar Hashamayim, 2010

Le llanito, la langue vernaculaire de la majorité des habitants de Gibraltar, a une composante juive. Près de 500 mots viennent de l'hébreu et on retrouve également l'influence de l'haketia, un dialecte judéo-espagnol parlé par les communautés séfarades du nord du Maroc et des enclaves espagnoles de Ceuta et de Melilla.
Pendant le siège de la ville par les Espagnols et au cours de la guerre contre Napoléon Ier, les civils juifs ont contribué vaillamment à défendre Gibraltar contre les envahisseurs.

## Références

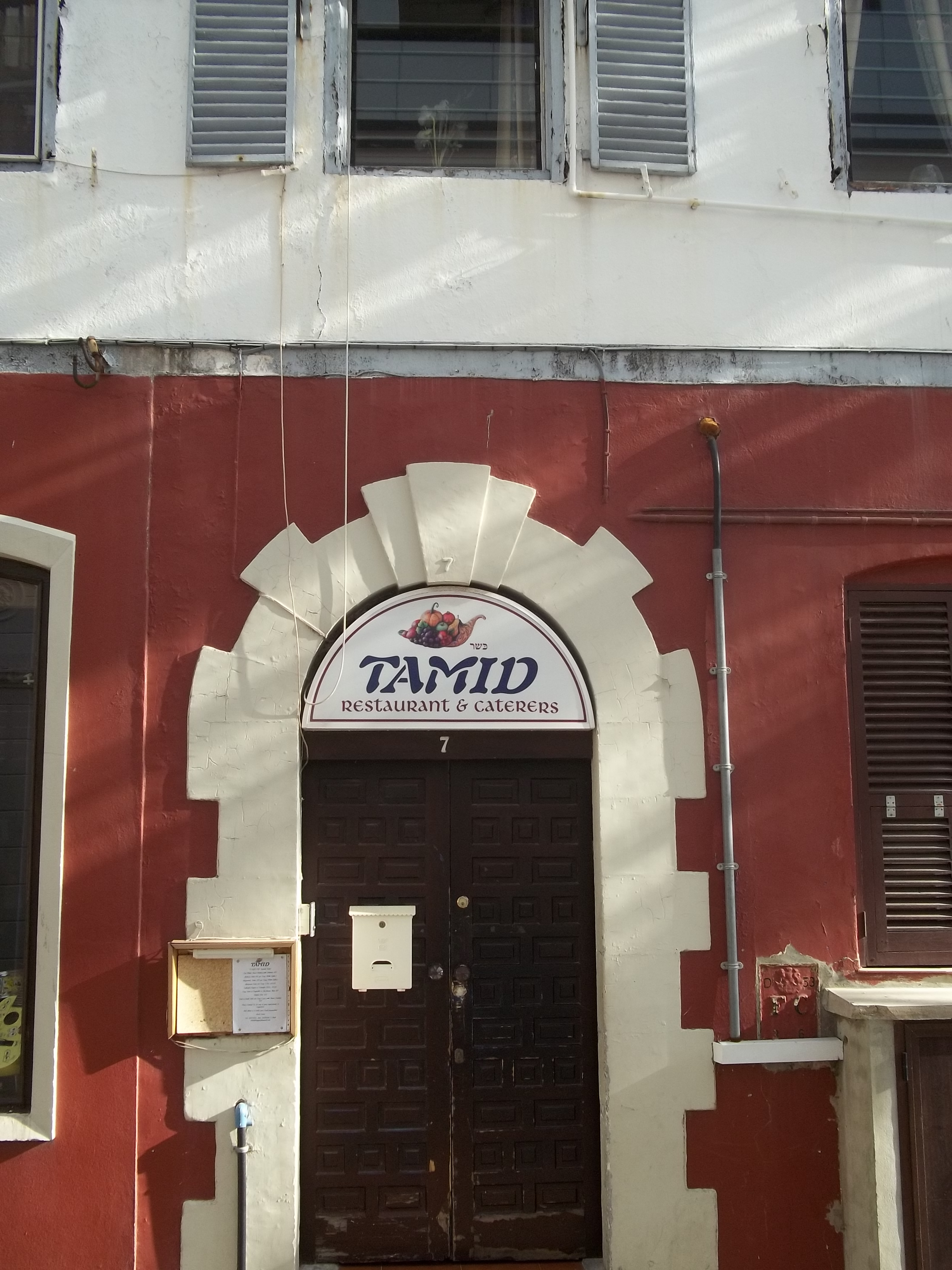
Restaurant casher « Tamid »